# محادثة

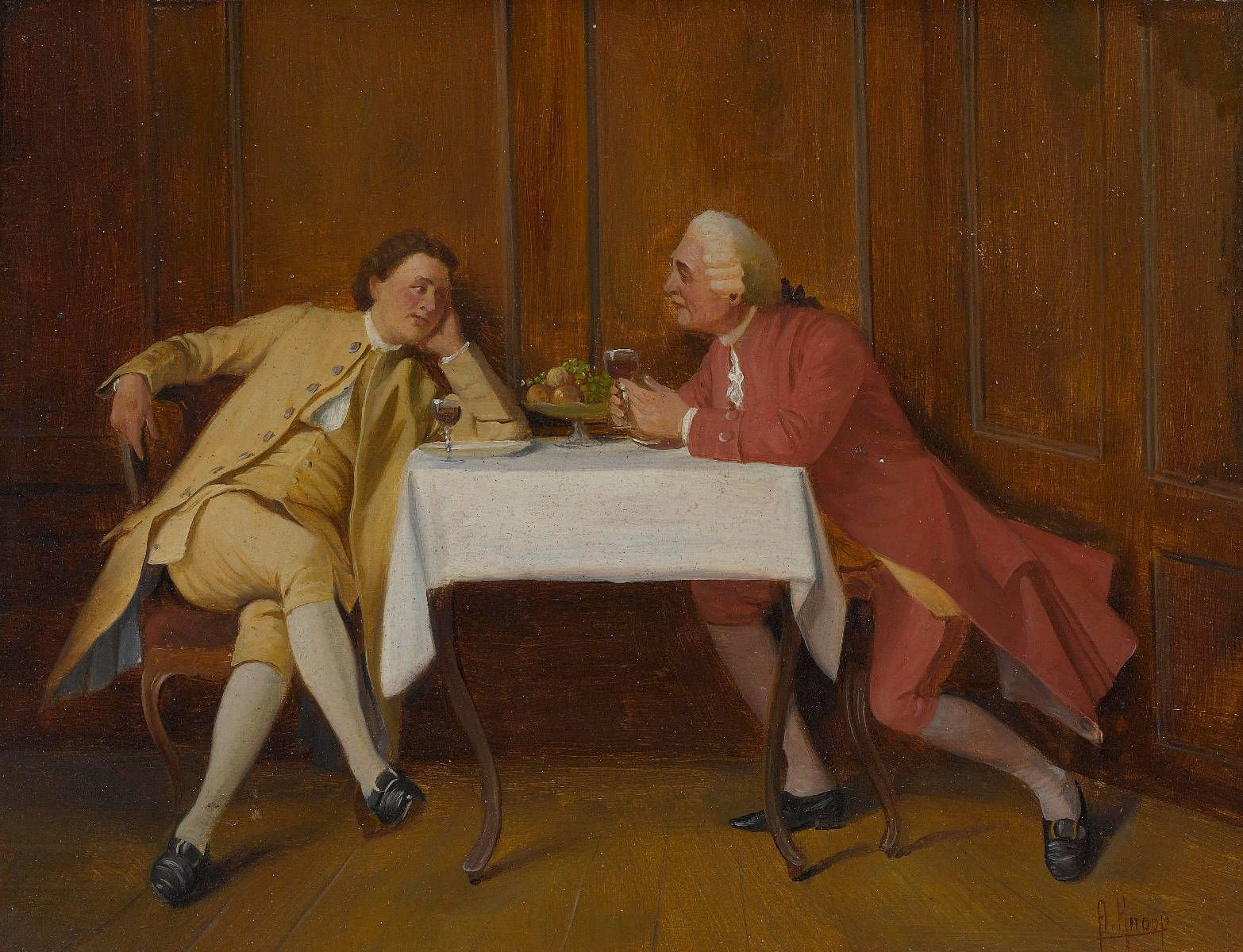

المحادثة هي التواصل بين العديد من الناس. إنها مهارة اجتماعية ليست صعبة لمعظم الأفراد. المحادثات هي النموذج المثالي للتواصل في بعض النواحي، حيث أنها تسمح للناس ذوي وجهات النظر المختلفة حول موضوع معين بالتعلم مع بعضهم البعض. وعلى صعيد آخر فالخطاب هو عرضا شفويا من قبل شخص واحد موجها إلى مجموعة من الأفراد.
لمحادثة ناجحة يجب على المشتركين تحقيق توازن عملي في المساهمات. المحادثة الناجحة تشمل تبادل الاتصالات المثيرة للاهتمام بين المتحدثين أو الأشياء التي يعرفها المتحدثين. لكي يحدث هذا، فإن هؤلاء المشتركون في المحادثة يجب أن يجدوا موضوعا يستطيعون التواصل من خلاله بوعي. أولئك الذين بشتركون في المحادثة بطبيعة الحال يميلون إلى أن ينسبوا ما يقوله المتحدثون الأخرون لأنفسهم. انهم أحيانا يقومون بإظهار جوانب حياتهم في ردودهم من أجل الاتصال بآراء الشخص الآخر أو نقاط الحديث.
المحادثة لا غنى عنها لتحقيق النجاح لجميع الأنشطة تقريبا بين الناس، ولا سيما التنسيق في العمل، وتكوين علاقات الصداقة والتعلم.
كثير من الناس عبر التاريخ قد لوحظوا بحديثهم، ومن بينهم سقراط، صموئيل جونسون، ماري تيريز روديت جيوفرين، آن لويز جيرمين دي ستايل و جريجوري بيتسون.
تحليل المحادثة هو فرع من فروع علم الاجتماع الذي يدرس هيكل وتنظيم التفاعل الإنساني، مع التركيز بشكل أكثر تحديدا على التفاعل التخاطبي.

## تصنيف المحادثة

### الموضوع
الغالبية العظمى من المحادثات يمكن تقسيمها إلى أربع فئات رئيسية وفقا لمضمون الموضوع:
- المحادثات حول الأفكار الذاتية ، والتي غالبا ما تؤدي إلى توسيع نطاق الفهم والوعي.
- المحادثات حول الحقائق الموضوعية ، والتي قد تساعد على توطيد فكرة سائدة.
- المحادثات حول أشخاص آخرين (عادة ما يكون غائب)، والتي قد تكون حاسمة، تنافسية، أو داعمة. ويشمل هذا القيل والقال.
- المحادثات حول الذات ، والتي تظهر في بعض الأحيان سلوك جذب انتباه الآخرين.

في العالم الواقعي، القليل من الأحاديث تدخل حصرا في فئة واحدة. ومع ذلك، التوزيع النسبي لأي محادثة بين الفئات المختلفة يمكن أن يقدم رؤى نفسية مفيدة من خلال المشاركين.

### الوظيفة
لكل نوع من المحادثات غرضه الخاص وتوقعاته المصحوبة.
- المحادثة الوظيفية مصممة لنقل المعلومات من أجل المساعدة في تحقيق هدف فرد أو جماعة.
- الحديث الصغير هو نوع من المحادثة حيث الموضوع هو أقل أهمية من تحقيق الغرض الاجتماعي من الترابط بين الناس أو تنظيم الحدود الشخصية.
- مداعبات وهي حوارات غير جادة، وعادة ما تكون بين الأصدقاء، والتي قد تعتمد على الفكاهة، أو النكات عن طريق هؤلاء المشاركين. الغرض من المزاح قد يبدو للوهلة الأولى كإهانة مسيئة لشخص آخر في الوجه. ومع ذلك، إشراك الناس في مثل هذه المحادثة غالبا ما يشير إلى أنهم مريحون بما يكفي في مشاركة بعضهم البعض ليكونوا قادرين على قول مثل هذه الأشياء دون وقوع إهانة. المزاح أمر صعب بصفة خاصة للذين يعيشون على طيف التوحد، أو الذين لديهم تداخل في الدلالات.xs

### العفوية
في معظم المحادثات، الاستجابات هي رد فعل تلقائي على ما سبق أن قيل. في البرامج التليفزيونية الترفيهية فإن مواضيع المحادثة غالبا ما تكون معدة مسبقا. البرامج الحوارية مثل William F. Buckley's Firing Line أو the Dick Cavett Show يمكن اعتبارها مناورات في المحادثة.

## الرجال والنساء
وكشفت دراسة أنجزت في تموز / يوليو 2007 بواسطة ماتياس ميل من جامعة أريزونا يظهر أنه خلافا للاعتقاد الشائع، لا يوجد فارق كبير في عدد الكلمات التي يستخدمها الرجال والنساء في المحادثة. وأظهرت الدراسة أنه في المتوسط فإن كل من الجنسين يستخدم حوالي 16,000 كلمة يوميا.

## أدبيات في المحادثة
من الكتاب الذين كتبوا على نطاق واسع على المحادثة، وحاولوا تحليل طبيعتها:
- ميلتون رايت كتب فن المحادثة المعالجة الشاملة لهذا الموضوع في عام 1936. ويتناول الكتاب المحادثة لذاتها، وسياسيا وللمبيعات، ودينيا. ميلتون يصور المحادثة على أنها فن الإبداع حيث يمكن للناس أن تتلاعب بها وتمنحها جزءا من الحياة.
- كيري باترسون، جوزيف جريني، آل سويتزلر، ورون ماكميلان كتبتوا لصحيفة نيويورك تايمز اثنين من الكتب الأكثر مبيعا في المحادثة. الأول هو «محادثات حاسمة: أدوات التحدث عندما تكون المخاطر كبيرة،» ماكجرو هيل، 2002، تعلم المهارات اللازمة لمعالجة الخلافات والقضايا عالية المخاطر في مكان العمل والمنزل. الكتاب الثاني، «مواجهات حاسمة: أدوات لحسم وعود اخلفت وتوقعات انتهكت، وسوء التصرف،» ماكجرو هيل، 2005، تعلم مهارات مهمة للتعامل مع قضايا المساءلة.
- تشارلز بلاتبرج كتب كتابين يدافعون عن هذا النهج في السياسة التي تشدد على المحادثة - على النقيض من التفاوض - باعتبارها الوسيلة المفضلة لتسوية النزاع. وله أيضا: من التعددية إلى السياسة الوطنية: وضع الممارسة أولا ، أكسفورد ونيويورك: مطبعة جامعة أكسفورد، 2000، ISBN 0-19-829688-6، وهو عمل عن الفلسفة السياسية، وله أيضا دعنا نرقص؟ السياسة الوطنية لكندا ، ومونتريال، وكينجستون: مطبعة جامعة الملكة ماكجيل أكسفورد، 2003، ISBN 0-7735-2596-3، ويطبق هذه الفلسفة على حالة الكندي.
- باول درو وجون هيرتاج - الحديث في العمل ، دراسة عن كيفية تغير المحادثة في الأوضاع الاجتماعية وأماكن العمل.
- نيل بوستمان - تسلية أنفسنا حتى الموت (المحادثة ليست هي نقطة التركيز في الكتاب، ولكن المخاطبة في العام حصلت على معالجة جيدة هنا)
- ديبورا تانين - الثقافة الوسيطة: وقف حرب الكلمات الأمريكية  ، نمط المحادثة: تحليل الحديث بين الأصدقاء ، النوع، والخطاب، أنني أقول هذا فقط لأنني أحبك ، التحدث من 9 إلى 5 : المرأة والرجل في العمل ، ليس هذا ما أعنيه ! ، أنت فقط لم تفهم: المرأة والرجل في المحادثة

## وصلات خارجية
- http://www.basicincome.com/bp/artofconv.htm موجز قصير لميلتون رايت فن المحادثة
- نصيحة بشأن بدء المحادثات وروابط لمنظمات التخاطب.
- موضوع عن تطوير المهارات الأساسية للاتصالات
- مقهى المحادثة، المكرسة لخلق ثقافة «للمحادثة».
- مهارات الاستماع التعاطفي كيفية الاستماع حتى يشعر الآخرين بأنهم يسمعون، أو الاستماع أولا (جامعة كاليفورنيا). تحميل ندوة لمدة ساعة واحدة حول الاستماع التعاطفي ومهارات الحضور.
- كيف تدخل حياه الآخر بمحادثة صغيرة نسخة محفوظة 5 يناير 2010 على موقع واي باك مشين.
- جدولة الموضوعات باستخدام بطاقات الأسئلة لتحفيز الحوار
- «فن الحديث»، «الاقتصادي»، 19 ديسمبر 2006
- تقنيات المحادثة  وأساليب وأفكار للشروع والمحافظة على المحادثة.
- اسئلة محادثة المحادثات الإجبارية  والاقتباسات التي تؤدي للانخراط الفوري في المحادثات للطلاب متحدثي الإنجليزية أو هي لغتهم الثانية.
- شات 12 محادثة فورية تدعم بروتوكول بروتوكول نقل النص التشعبي الآمن